# Coppa delle Nazioni di rugby 1966-1967
La Coppa delle Nazioni 1966-67 (in francese Coupe des Nations 1966-67) fu la 2ª edizione della Coppa delle Nazioni organizzata dalla FIRA, nonché in assoluto il 7º campionato europeo di rugby a 15.
Vide l'esordio della prima nazione africana della FIRA, il Marocco, la cui ammissione fu decisa nel congresso continentale all'Aia nel 1964.
Si tenne dal 27 novembre 1966 al 28 maggio 1967 tra 4 squadre che si incontrarono con la formula del girone all'italiana in gare di sola andata.
Il campionato fu vinto a punteggio pieno dalla Francia, mentre l'Italia conobbe una devastante sconfitta a Tolone contro i cugini d'Oltralpe: si trattò di un 13-60 (11 mete francesi), a seguito del quale la Fédération Française de Rugby per molto tempo rifiutò all'Italia il test match mandando a giocare contro di essa solo la nazionale A o B: occorsero 28 anni prima che le due squadre potessero reincontrarsi in ambito di full international.
A retrocedere fu il Portogallo, mentre la Cecoslovacchia salì in prima divisione nella quale, l'anno successivo, rientrò anche la Germania Ovest.

## Squadre partecipanti
| 1ª divisione | 2ª divisione   |
| ------------ | -------------- |
| Francia      | Cecoslovacchia |
| Italia       | Marocco        |
| Portogallo   | Paesi Bassi    |
| Romania      | Spagna         |

## 1ª divisione
| Arbitro: | P.G. Erook |

|        |      |              |
|        | mt   | Duprat Salut |
|        | tr   | Lacaze       |
| Penciu | c.p. |              |

| Arbitro: | Morgan |

| |      |                                             |
| Armaudet 9’, 19’, 34’ Rupert 12’ Cabanier 21’ Lux 25’ Sitjar 38’ Gachassin 52’, 80’ Dauga 63’ Darrouy 68’ | mt   | 32’ Salmaso 75’ Degli Antoni 77’ Prosperini |
| G. Camberabero 9’, 19’, 21’, 25’, 34’, 52’, 63’, 68’, 80’                                                 | tr   | 75’, 77’ Di Zitti                           |
| G. Camberabero 8’, 48’                                                                                    | c.p. |                                             |
| G. Camberabero 73’                                                                                        | drop |                                             |

| Arbitro: | Cuny |

|                   |      |           |
| Di Zitti 36’, 56’ | c.p. | 58’ Lynce |

| Lisbona 14 maggio 1967 | Portogallo | 14 – 56 referto                                               | Francia XV | Stadio della Tapadinha |
| Lencastre (2) Chaves mt Carrère Duprat (4) Goar (2) Lux Maso Quilis (2) Spanghero (2) Guedes tr G. Camberabero (6) Michel Faria drop G. Camberabero |            |                                                               |            |                        |
| |            |                                                               |            |                        |
| Lencastre (2) Chaves | mt         | Carrère Duprat (4) Goar (2) Lux Maso Quilis (2) Spanghero (2) |            |                        |
| Guedes | tr         | G. Camberabero (6) Michel                                     |            |                        |
| Faria | drop       | G. Camberabero                                                |            |                        |

| Arbitro: | Friedlen |

|                                                  |      |              |
| Irimescu 7’ Wusek 10’, 19’ Baciu 36’ Rascanu 59’ | mt   |              |
| Irimescu 7’, 19’, 59’                            | tr   |              |
| Irimescu 41’                                     | c.p. | 50’ Di Zitti |

| Lisbona 28 maggio 1967                                                                                                   | Portogallo | 6 – 46 referto                                                           | Romania | Stadio della Tapadinha |
| mt Irimescu (2) Florescu Rascanu (2) Demian Vusec Marinescu (2) Veluda Rusu tr Irimescu (4) Tibuleac Faria c.p. Irimescu |            |                                                                          |         |                        |
| |            |                                                                          |         |                        |
| | mt         | Irimescu (2) Florescu Rascanu (2) Demian Vusec Marinescu (2) Veluda Rusu |         |                        |
| | tr         | Irimescu (4) Tibuleac                                                    |         |                        |
| Faria | c.p.       | Irimescu                                                                 |         |                        |

### Classifica
| Pos | Squadra    | G | V | N | P | PF  | PS  | DP  | Pt |
| --- | ---------- | - | - | - | - | --- | --- | --- | -- |
| 1   | Francia    | 3 | 3 | 0 | 0 | 125 | 30  | +95 | 9  |
| 2   | Romania    | 3 | 2 | 0 | 1 | 73  | 18  | +55 | 7  |
| 3   | Italia     | 3 | 1 | 0 | 2 | 22  | 87  | −65 | 5  |
| 4   | Portogallo | 3 | 0 | 0 | 3 | 23  | 108 | −85 | 3  |

## 2ª divisione
| Data       | Incontro                     | Risultato | Sede       |
| ---------- | ---------------------------- | --------- | ---------- |
| 26-11-1966 | Cecoslovacchia ― Paesi Bassi | 16-5      | Praga      |
| 9-4-1967   | Spagna ― Marocco             | 3-0       | Madrid     |
| 23-4-1967  | Paesi Bassi ― Spagna         | 5-14      | Amsterdam  |
| 30-4-1967  | Marocco ― Cecoslovacchia     | 0-6       | Casablanca |
| 5-5-1967   | Spagna ― Cecoslovacchia      | 8-9       | Madrid     |
| annullata  | Marocco ― Paesi Bassi        |           |            |

|  | Classifica     | G | V | N | P | PF | PS | P±  | PT |
|  | -------------- | - | - | - | - | -- | -- | --- | -- |
|  | Cecoslovacchia | 3 | 3 | 0 | 0 | 31 | 13 | 18  | 6  |
|  | Spagna         | 3 | 2 | 0 | 1 | 25 | 14 | 11  | 4  |
|  | Marocco        | 2 | 0 | 0 | 2 | 0  | 9  | -9  | 0  |
|  | Paesi Bassi    | 2 | 0 | 0 | 2 | 10 | 30 | -20 | 0  |